# Handball-DDR-Oberliga (Frauen) 1966/67
Im Hallenhandball der Frauen wurde der DDR-Meister der Saison 1966/67 im Rahmen der Handball-DDR-Oberliga (Frauen) ermittelt. Die bisher ausgetragene Feldhandball-Oberliga der Frauen wurde auf Beschluss des DDR-Handballverbandes eingestellt.

## Saisonverlauf
Die Oberliga startete ihre Punktspiele im Oktober 1966 mit zehn Mannschaften, im März 1967 wurden die letzten Begegnungen ausgetragen. Titelverteidigerinnen waren die Frauen des SC Empor Rostock, als Neulinge in der Oberliga traten die Betriebssportgemeinschaften (BSG) Post Magdeburg und Lokomotive Dresden an. Die Rostockerinnen verteidigten ihren Titel souverän, indem sie alle 18 Spiele gewannen. Aufsteiger Lok Dresden schaffte als Tabellenletzter nicht den Klassenerhalt und stieg zusammen mit dem Vorletzten Dynamo Karl-Marx-Stadt wieder ab.

## Abschlusstabelle
| Pl. | Mannschaft                    | Sp | S  | U | N  | Tore      | Punkte |
| 1   | SC Empor Rostock (M)          | 18 | 18 | 0 | 0  | 253 : 098 | 36:0   |
| 2   | SC Leipzig                    | 18 | 15 | 0 | 3  | 257 : 111 | 30:06  |
| 3   | TSC Berlin                    | 18 | 13 | 1 | 4  | 176 : 136 | 27:09  |
| 4   | BSG Fortschritt Weißenfels    | 18 | 9  | 1 | 8  | 180 : 180 | 19:17  |
| 5   | SC Magdeburg                  | 18 | 7  | 1 | 10 | 195 : 185 | 15:21  |
| 6   | BSG Halloren Halle            | 18 | 6  | 1 | 11 | 136 : 169 | 13:23  |
| 7   | BSG Post Magdeburg (N)        | 18 | 5  | 2 | 11 | 147 : 194 | 12:24  |
| 8   | BSG Lokomotive Rangsdorf      | 18 | 6  | 0 | 12 | 123 : 177 | 12:24  |
| 9   | SG Dynamo Karl-Marx-Stadt (A) | 18 | 5  | 0 | 13 | 159 : 255 | 10:26  |
| 10  | BSG Lokomotive Dresden (N,A)  | 18 | 3  | 0 | 15 | 114 : 235 | 06:30  |

## Erläuterungen
1. ↑  A=Absteiger, M=Vorjahresmeister, N=Neuling

## Die Meistermannschaft
Der SC Empor Rostock setzte folgende Spielerinnen ein: Renate Biemann, Ines Schneider, Evelyn Kikillus, Erika Bergmann, Marlen Baumann, Bärbel Grosse, Gerine Hauptmann, Karin Preuss, Gerda Soldan, Waltraud Mester und Inge Jeschke. Trainer war Wolf Kreisel.